# Tolgahan Sayışman

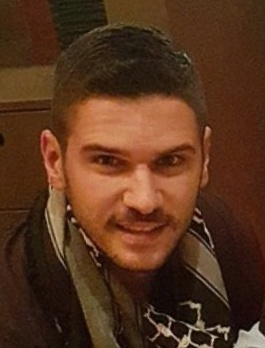
Tolgahan Sayışman

Turgut Tolgahan Sayışman (* 17. Dezember 1981 in Istanbul) ist ein türkischer Schauspieler und Model.

## Leben und Karriere
Sayışman wurde am 17. Dezember 1981 in Istanbul geboren. Er besuchte das Kadıköy İntaş Lisesi. Danach studierte er an der Doğuş Üniversitesi. 2002 nahm er an dem Wettbewerb Best Model of Turkey teil. Drei Jahre später nahm er an dem Schönheitswettbewerb Manhunt International teil, wo er den ersten Platz belegte. 
Sein Schauspiel-Debüt gab er 2006 in der Fernsehserie Acemi Cadı. Von 2007 bis 2009 spielte er in der Serie Elveda Rumeli die Hauptrolle. Anschließend bekam Sayışman in dem Film Sürgün die Hauptrolle. 2017 heiratete er die albanische Schauspielerin Almeda Abazi.

## Filmografie
Filme
- 2008: Aşk Tutulması
- 2009: Aşk Geliyorum Demez
- 2014: Sürgün
- 2016: Bizans Oyunları
- 2022: Aynasız Haluk

Serien
- 2006: Acemi Cadı
- 2006: Esir Kalpler
- 2006–2007: Maçolar
- 2007: Dicle
- 2007–2009: Elveda Rumeli
- 2009–2010: Kavak Yelleri
- 2010: Yer Gök Aşk
- 2010–2014: Lale Devri
- 2015–2016: Asla Vazgeçmem
- 2017–2018: Siyah İnci
- 2018: Bir Umut Yeter
- 2019–2020: Şampiyon
- 2020: Şeref Sözü
- seit 2022: Barbaros Hayreddin: Sultanın Fermanı